# Walrat

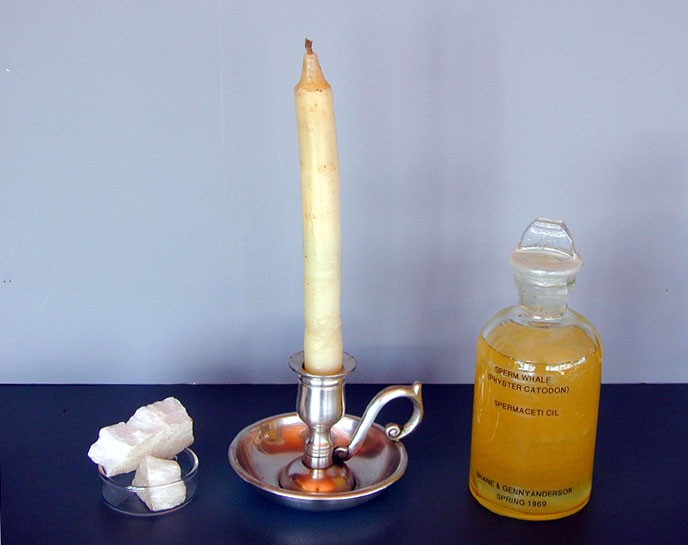
Rechts: Flasche mit Spermaceti. Links: Eine Kerze und Stücke aus Walrat

Der oder das Walrat (auch Spermazeti bzw. Spermaceti, Weißer Amber, Cetaceum) ist eine fett- und wachshaltige Substanz aus der Melone im Kopf von Pottwalen. Wegen seiner vielfältigen Anwendungen wurden Pottwale zu einem bevorzugten Objekt des industriellen Walfangs.

## Etymologie
Ursprünglich ging man davon aus, dass Spermaceti (lateinisch sperma ceti) das Sperma des Pottwals sei. Cetus bedeutet auf Lateinisch Seeungeheuer oder Wal, wörtlich übersetzt bedeutet Spermaceti also Walsperma (früher auch Walsat genannt). Bis heute wird der Pottwal auf Englisch Sperm whale genannt. Die deutsche Bezeichnung Walrat rührt daher, dass die Substanz als Heilmittel galt („Dieweil es bald hilft und rath thut in etlichen gebrechen“, Adam Lonitzer). Walrat (älter auch walrode) ist nicht mit Ambra zu verwechseln, wurde aber früher auch als „(weiße) Ambra“ bezeichnet.

## Vorkommen und Bedeutung

Schnitt durch den Kopf eines Pottwals, Spermaceti-Organ und Junk-Melone golden markiert

Spermaceti findet sich im sogenannten Spermaceti-Organ und der Junk-Melone des Pottwals (Physeter macrocephalus auch Kaschelott, Cachelot), die im Prinzip eine überdimensionierte Melone darstellen. Dieses weiße, weiche, schwammige Gewebe befindet sich über den Kieferknochen und ist mit Spermaceti gesättigt. Sticht man einem lebendigen bzw. noch warmen Pottwal in den Vorderkopf, fließt Spermaceti aus der Wunde. Da verschiedene Bestandteile unterschiedlich im Organ verteilt sind, dient es als eine Art „akustische Linse“ für die Echoortung. Die These, dass es durch Verfestigen bei niedrigen Temperaturen die Dichte erhöht und somit den Auftrieb eines tauchenden Pottwals senkt, gilt durch Messungen an tauchenden Tieren als widerlegt.
In einem etwa 15 m großen Pottwal liegen durchschnittlich 3000 l (793 US.liq.gal.) Spermaceti mit einem Gewicht von etwa 2650 kg vor.
Mit noch traditionellen Methoden wurden zum Beispiel 1837 insgesamt 5.349.138 US.liq.gal. (20.236.335 l) Spermaceti an US-amerikanischen Häfen umgeschlagen, beim damaligen Preis von 1,2475 US-Dollar/ US.liq.gal. war das Geschäft mit Spermaceti damals 6.648.099 US-Dollar wert. Die Menge entspricht etwa 6.700 15 m langen Walen. Die Erschließung von Erdöl als Ressource um 1859 machte die Jagd auf Pottwale jedoch vorerst unrentabel.
Zum Ende des Zweiten Weltkriegs waren die Bestände weiterhin bejagter Wale (überwiegend Bartenwale) derart reduziert, dass die Jagd auf Pottwale wieder aufgenommen wurde – gleichzeitig entdeckte die Industrie neue Einsatzgebiete für Walratöl und Walrat.
Ihren Gipfel erreichte die erneute Jagd 1964, als 29.255 Exemplare erlegt wurden und rund 81.000 t Spermaceti einbrachten. Die USA verboten Ende 1970 die Einfuhr von Walprodukten. England verbot 1973 die Einfuhr von Walprodukten mit Ausnahme von Walratöl und Walrat. Die Jagd endete weltweit 1984 mit dem allgemeinen Verbot des Walfangs durch die International Whaling Commission.

## Eigenschaften und Zusammensetzung

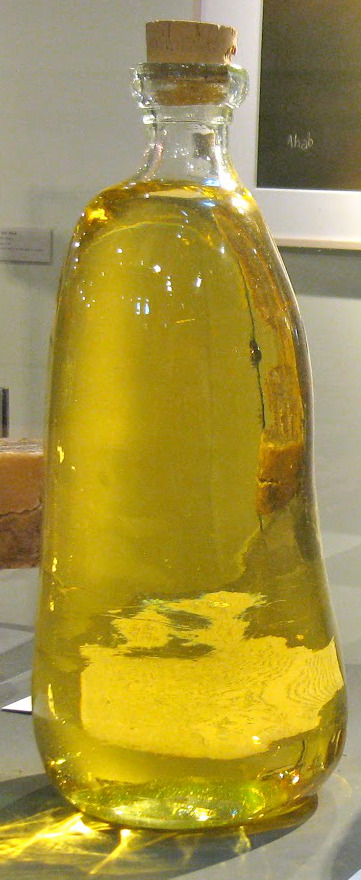
Walratöl

Bei Körpertemperatur ist das Spermaceti eine flüssige, dunkelgelbe, klare Substanz. Aus dieser scheidet sich beim Erkalten eine feste Masse braunen Rohwalrats und dünnflüssiges, geruchloses, hellgelbes Walratöl (Kaschelottöl, Cachelotöl; englisch sperm oil). Wenn Rohwalrat mit Natronlauge gereinigt wird, ist es eine weißliche, beinahe geruch- und geschmacklose, leicht spröde, grobblättrige, wachsartige Masse, das eigentliche Walrat (englisch spermaceti wax), dessen Schmelzpunkt bei etwa 45 °C liegt. Rohes Spermaceti liefert etwa 11 % dieses Walrats. Walratöl kann durch Hydrieren in sogenanntes „synthetisches Walrat“ überführt werden.
Walratöl ist ein sehr leichtes Öl mit einer Dichte von 0,875–0,89 g/cm³, der Schmelzpunkt liegt bei ca. 10 °C, die Verseifungszahl beträgt 120–150, die Iodzahl 62–93. Walrat hat mit 0,894–0,945 g/cm³ eine höhere Dichte, die Verseifungszahl ist 118–135, die Iodzahl beträgt 3–9,3.
Chemisch gesehen ist Walrat ein Gemisch aus Triglyceriden, verschiedenen Diacylglycerylethern (ca. 2 %) und Wachsen. Die Wachse sind mit einer Fettsäure veresterte langkettige einwertige Alkohole, vornehmlich Cetylalkohol (C16H33OH) und Oleylalkohol (C18H35OH). Daraus wurde Cetylpalmitat gewonnen.
Das Pottwal-Spermaceti unterscheidet sich in seiner Zusammensetzung merklich von den Fettgemischen in den Melonen anderer Wale. Während Wachse bei den meisten Walen nur einen geringen Anteil des Gemisches ausmachen, reicht ihr Anteil beim Pottwal je nach Alter und Geschlecht von 38 % bis 98 %. Nur bei Zwergpottwalen (Kogiidae), Amazonas-Flussdelfinen (Iniidae) und Gangesdelfinen (Platanistidae) wird ein ähnlicher Wert erreicht. In den Triglyceriden und Wachsen des Pottwal-Spermaceti fehlt Isovaleriansäure – dieses Merkmal zeigen sonst nur die Fette des Amazonasdelfins (Inia geoffrensis). Auch enthalten die Wachse dieser beiden Arten überwiegend langkettige (C10–C22) Fettsäuren, während bei anderen Walen kürzerkettige Fettsäuren häufiger sind.
Spermaceti wurde separat vom Blubber gelagert und verarbeitet. Aus Blubber wurde Tran für Brennstoff und Lampen gewonnen.

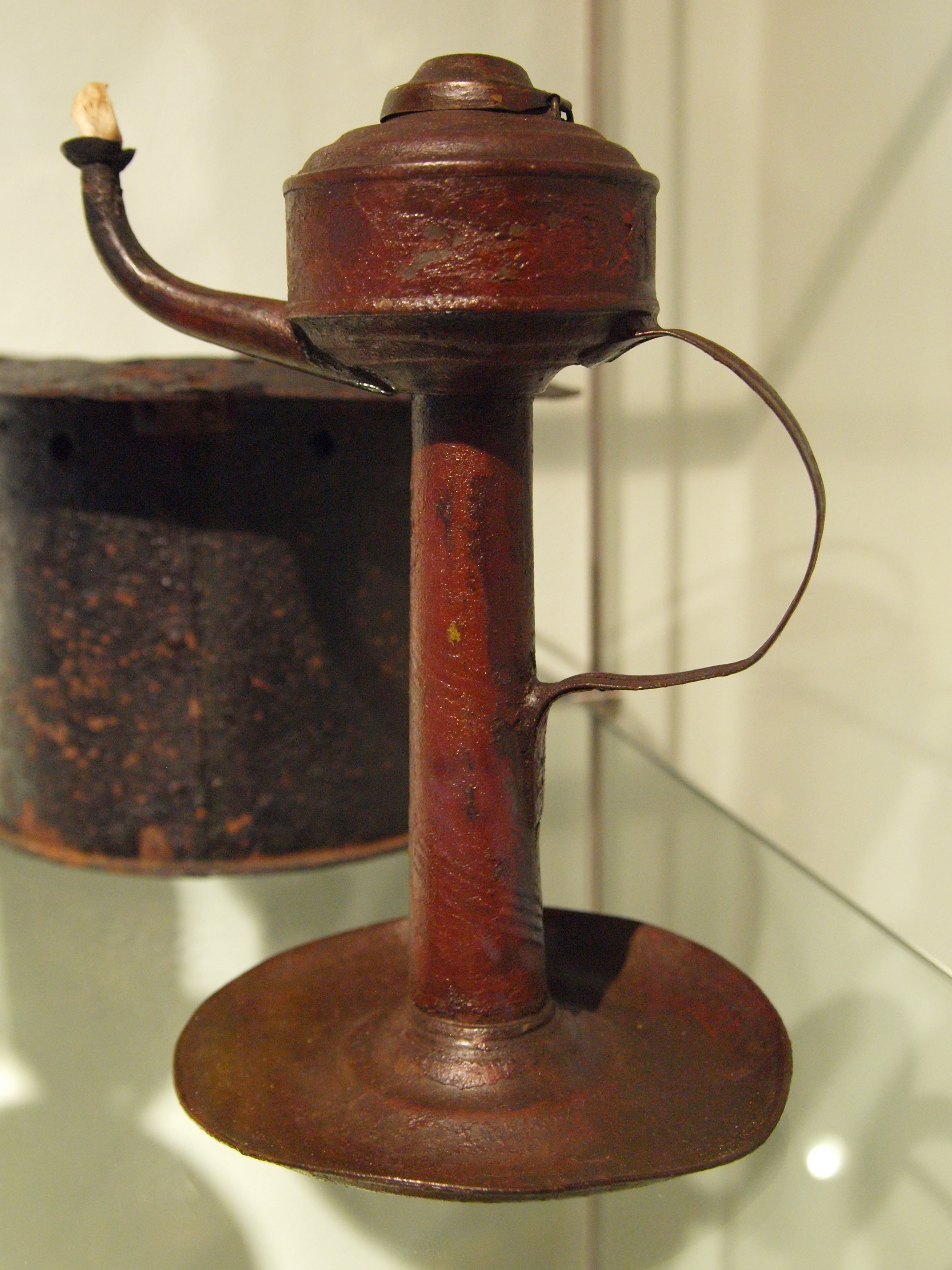
Tranlampe oder Walrat-Lampe des 18. Jahrhunderts. Eisenblech mit Baumwolldocht. Dithmarscher Landesmuseum

## Verwendung

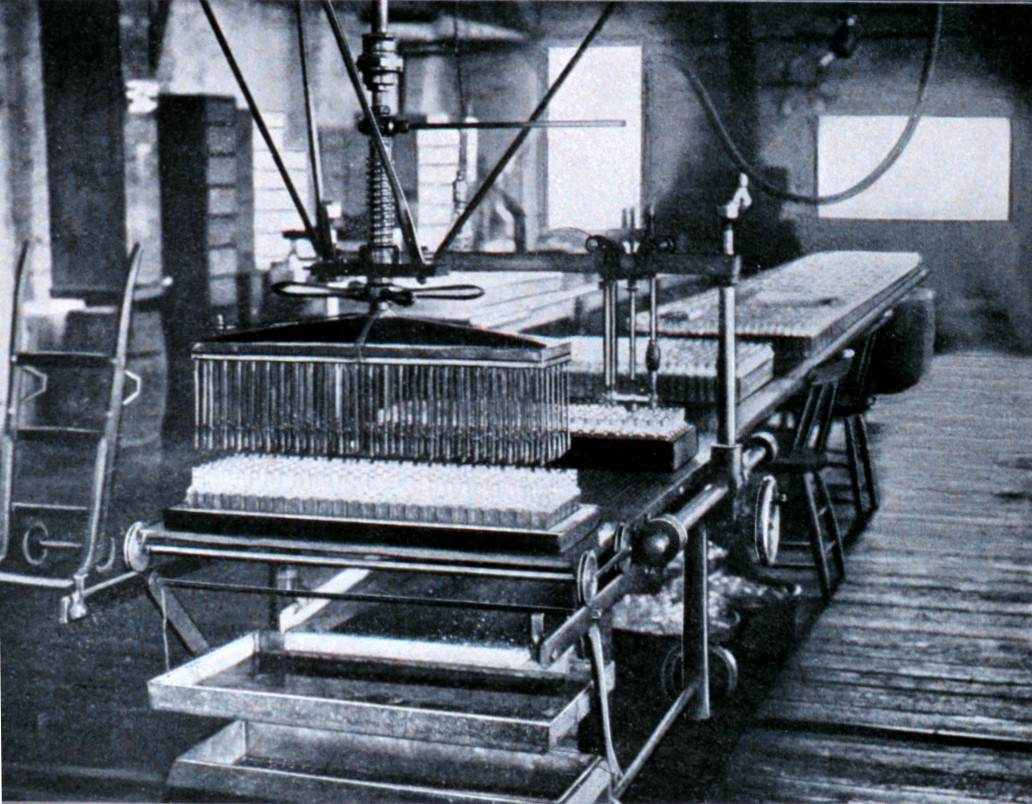
In einer Walrat-Raffinerie wird Walratöl in Flaschen abgefüllt. USA 1902.

Walratöl wurde besonders als Brennstoff in Öllampen (besonders in Leuchttürmen, Straßenlampen) verwendet, da es heller und sauberer verbrannte als jedes andere verfügbare Öl und keinen schlechten Geruch abgab. Es wurde Ende des 19. Jahrhunderts durch billigeres, effizienteres Paraffinöl ersetzt. Walratöl war ein beliebtes Schmiermittel für feine leichte Maschinen wie Nähmaschinen und Uhren. Es wurde auch verwendet, um Metalle vor Rost zu schützen, weil es nicht austrocknet oder gummiartig wird und das Metall nicht angreift.
Es wurde später wegen seiner hohen Temperaturbeständigkeit primär als Hochdruck-Schmierstoff verwendet, war aber auch Bestandteil von Hydraulikflüssigkeiten, Tinten, sowie als Imprägnierungsmittel. Wegen seiner Eigenschaften war Walratöl weit verbreitet in der Luft- und Raumfahrtindustrie.
Es wurde auch oft sulfonisiert verwendet.
Es konnte lange gelagert werden, hatte allerdings den Nachteil, dass es im Rohzustand sehr stank, es musste daher separat gelagert werden. Als Ersatz für Walratöl dient heute insbesondere das Öl (Wachs) aus den Samen der Jojoba (Simmondsia chinensis), da es sehr ähnliche Eigenschaften aufweist.
Walrat wurde zur Herstellung von feinen Kerzen verwendet; diese leuchteten heller als Bienenwachs-Kerzen und verbrannten sauber, rochen aber stark nach Talg. Eine heute veraltete Lichtstärkeeinheit, die Berliner Lichteinheit, wurde durch eine Walrat-Kerze mit festgelegten Eigenschaften definiert. Auch die veraltete Lichteinheit Kerzenstärke (engl. Candlepower) ist über eine Walratkerze definiert. Purer Walrat ist sehr spröde und kann schlecht allein für Kerzen verwendet werden, weshalb er mit Bienenwachs, Talg und Stearinsäure vermischt wird. Er wurde auch in Kosmetika, zum Beispiel um 1890 in einer Cold-Cream-Rezeptur, in Appreturen für Textilien und Leder sowie als Weichmacher verwendet. Auch wurde er zum Überziehen von Trockenblumen verwendet.
Die Verwendung von Walrat in pharmazeutischen Zubereitungen (z. B. in Kühlsalbe) ist mit dem Erscheinen der achten Ausgabe des Deutschen Arzneibuchs im Jahr 1978 durch künstlich hergestelltes Cetylpalmitat oder Cetylstearylalkohol ersetzt worden.